# Capsicum lanceolatum
Capsicum lanceolatum (Greenm.) C.V.Morton & Standl., 1940 è una pianta della famiglia delle Solanacee, diffusa in Messico e in America centrale.
Il numero cromosomico di questa specie è 2n=26.

## Descrizione

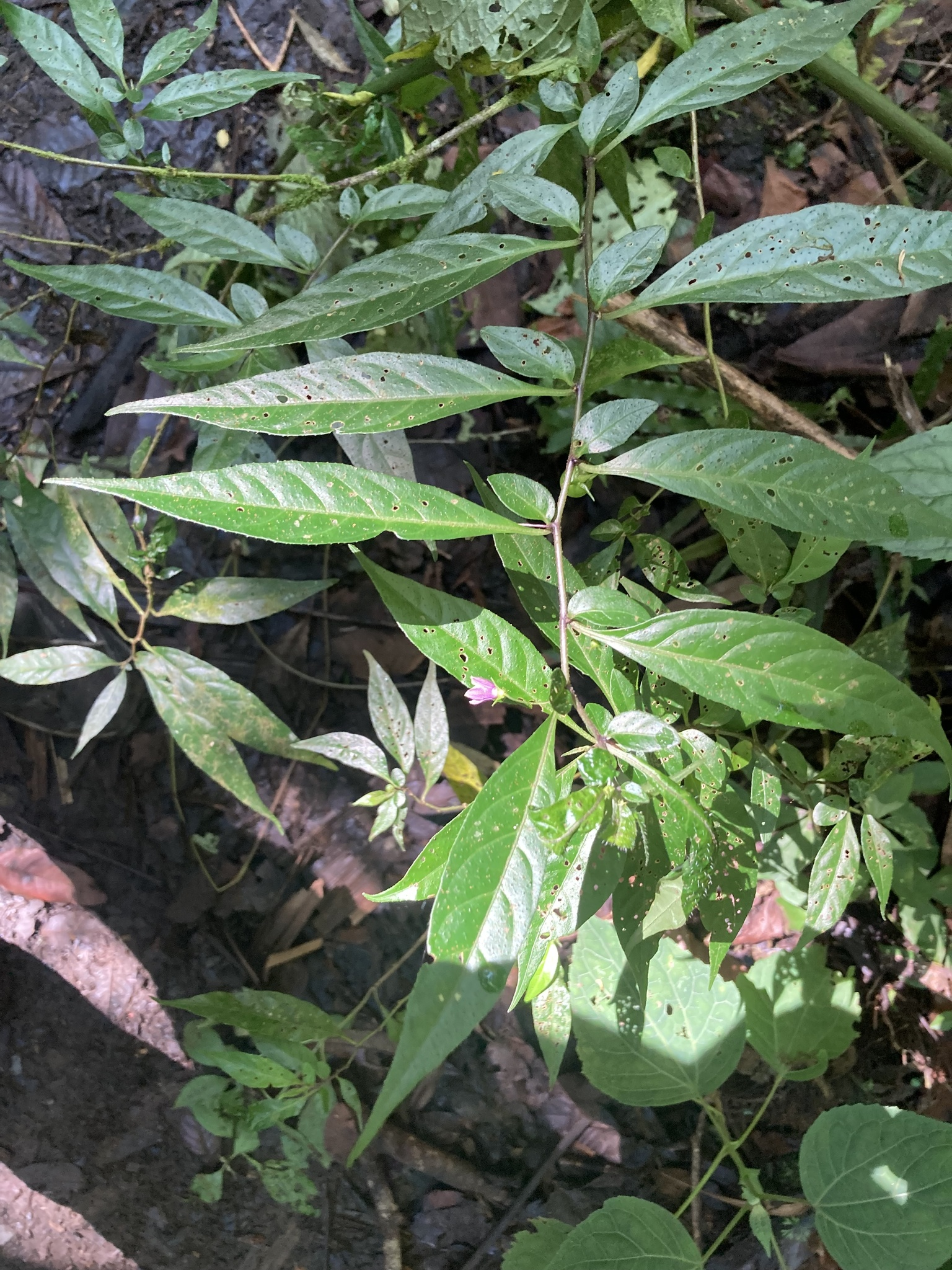

Capsicum lanceolatum è un arbusto perenne, alto da 1 a 5 metri. Differisce dalle altre specie di Capsicum per la forma delle sue foglie, lanceolate, e per la loro disposizione sul fusto. Le foglie si dispongono lungo il fusto a coppie lungo la medesima direzione, però sono di diversa forma e dimensione.
C. lanceolatum ha 13 paia di cromosomi. Le caratteristiche tipiche delle specie con questo numero di cromosomi sono la preferenza in luoghi umidi, i frutti piccoli e non piccanti.